# Новинское (Ярославская область)
Новинское — село в Некоузском районе Ярославской области России.
В рамках организации местного самоуправления входит в Некоузское сельское поселение, в рамках административно-территориального устройства является центром Новинского сельского округа.

## География
Расположено на реке Сить, в 127 км к западу от Ярославля и в 15 км к западу от райцентра, села Новый Некоуз.

## История
Каменная Троицкая церковь построена на месте прежде существовавшей деревянной церкви в 1789 году помещиком села Нового коллежским советником Александром Васильевичем Сухово-Кобылиным. Церковь разделялась на две церкви: летняя — с престолом в честь Св. Живоначальной Троицы и зимняя — в честь Знамения Пресвятой Богородицы.
В конце XIX — начале XX века село входило в состав Ново-Троицкой волости Мологского уезда Ярославской губернии.
В составе Некоузской волости, сформированной в 1923 году, решением 2-й сессии губисполкома 14 июня 1924 года был создан Новинский сельсовет. Село являлось центром сельсовета, входившего в состав Некоузского района (с 1929 года), Масловского района (с 18.12.1944 по 6.3.1959), Некоузского района (с 6.3.1959). С 2005 года село — в составе Некоузского сельского поселения.

## Население
| 1859 | 2002 | 2007 | 2010 |
| ---- | ---- | ---- | ---- |
| 43   | ↗201 | ↗216 | ↘172 |

Согласно результатам переписи 2002 года, в национальной структуре населения русские составляли 98 % из 201 жителя.

### Известные жители
- Слуцкий, Евгений Евгеньевич (1880—1948) — математик, статистик и экономист.

## Достопримечательности
В селе расположена церковь Троицы Живоначальной (1789 года).